# Alseodaphne longipes
Alseodaphne longipes är en lagerväxtart som beskrevs av Quisumb. & Merr.. Alseodaphne longipes ingår i släktet Alseodaphne och familjen lagerväxter. Inga underarter finns listade i Catalogue of Life.